# Gaberke
Gaberke je naselje u slovenskoj Općini Šoštanju. Gaberke se nalazi u pokrajini Štajerskoj i statističkoj regiji Savinjskoj. 

## Stanovništvo
Prema popisu stanovništva iz 2002. godine naselje je imalo 673 stanovnika.